# Mangkubumi (Mangkubumi)
Mangkubumi is een bestuurslaag in het regentschap Kota Tasikmalaya van de provincie West-Java, Indonesië. Mangkubumi telt 13.831 inwoners (volkstelling 2010).